# Les Meilleures
Pour plus de détails, voir Fiche technique et Distribution.
Les Meilleures est un film français réalisé par Marion Desseigne-Ravel, sorti en 2021.

## Synopsis
Dans un quartier populaire, Nedjma tombe amoureuse de Zina.

## Fiche technique
- Titre : Les Meilleures
- Réalisation : Marion Desseigne-Ravel
- Scénario : Marion Desseigne-Ravel
- Photographie : Lucile Mercier
- Montage : Elif Uluengin
- Production : Marie Sonne-Jensen (responsable de production)
- Société de production : Tripode Productions, 31 Juin Films, France 2 Cinéma et Le Pacte
- Société de distribution : Le Pacte (France)
- Pays :  France
- Genre : Drame et romance
- Durée : 80 minutes
- Dates de sortie : 
  - France : 27 août 2021 (festival du film francophone d'Angoulême), 9 mars 2022

## Distribution
- Lina El Arabi : Nedjma
- Esther Bernet-Rollande : Zina
- Mahia Zrouki : Samar
- Tasnim Jamlaoui : Carine

## Accueil
Xavier Leherpeur pour L'Obs estime que « le scénario reste un peu sage, mais la fougue des deux formidables comédiennes emporte tout » et Guillemette Odicino  pour Télérama résume « Un joli film sur un couple à la marge d’une bande de filles. ».